# La polizia incrimina, la legge assolve
La polizia incrimina, la legge assolve è un film del 1973, diretto da Enzo G. Castellari.
La pellicola è ritenuta da alcuni critici quella che sancì la rinuncia a qualsiasi pretesa di denuncia civile da parte del poliziesco all'italiana, per lasciare il posto alla nascita del genere poliziottesco vero e proprio, codificando definitivamente il personaggio del commissario di ferro giustiziere e violento protagonista di molti altri film successivi.

## Trama
La lotta contro il traffico di droga nel centro storico di Genova insanguina la città. Il commissario Belli, un duro dai modi spicci, indaga sui loschi traffici della malavita tra Genova e Marsiglia, nei quali sono implicate due bande criminali contrapposte. Belli è sulle tracce di un uomo, detto "il libanese", che riesce ad arrestare dopo uno spericolato inseguimento, e che potrebbe rivelarsi prezioso per le indagini. Dei killer però lo uccidono, per impedirgli di parlare, in un attentato dinamitardo (nel quale costa la vita anche a una bambina) durante la sua traduzione in questura, al quale il commissario riesce a scampare per puro caso. A fare concorrenza al clan del vecchio boss Cafiero, che si dichiara ormai in pensione volendo farsi passare per semplice giardiniere, è quello gestito dal potente e insospettabile industriale Franco Griva. Avendo intuito che questi è sicuramente coinvolto nella vicenda, Belli riesce a convincere il suo più anziano e prudente collega, il commissario-capo Scavino, che su tale individuo ha raccolto già un importante dossier, a consegnarlo alla magistratura. Ma prima di poter presentare gli elementi raccolti all'autorità giudiziaria, Scavino verrà ucciso nel corso di un agguato il giorno stesso in cui si stava recando dal magistrato. Il mandante dell'omicidio risulta essere il fratello libertino dell'industriale, Umberto Griva, che in seguito viene freddato anch'esso insieme all'amante Chicca.
Belli decide perciò di ricostruire il dossier sui Griva e di recarsi a Marsiglia per ottenere da Cafiero una soffiata sul traffico di droga internazionale. Per vendetta Griva fa aggredire la compagna del Belli e manda due killer ad uccidere brutalmente la figlioletta del commissario. Anche Cafiero verrà ucciso dai sicari di Griva: il vecchio boss, ormai lasciato solo dai suoi uomini, viene ucciso ma prima riesce a dare delle importanti informazioni a Belli. Il commissario riuscirà a stroncare il traffico di Griva imbastito col Libano, grazie anche all'aiuto della polizia francese, riuscendo infine ad incastrare il boss arrestando in flagranza di reato il suo avvocato di famiglia, dopo una cruenta sparatoria tra polizia e trafficanti. Sulla spiaggia, solo, sconfortato e ricordando la sua defunta figlia, il commissario immagina la sua morte, pensando che prima o poi toccherà anche a lui.

## Produzione
Enzo G. Castellari ha realizzato il film dopo aver visto Bullitt. La trama è invece basata sull'omicidio Calabresi.
Il film è stato girato per gli interni presso gli studi Incir-De Paolis di Roma e per gli esterni tra Genova, la Riviera ligure e Marsiglia.
In una particina, non accreditata, compare Natasha Richardson figliastra di Franco Nero e allora di soli dieci anni.

## Colonna sonora
La colonna sonora è composta da Guido e Maurizio De Angelis ed è famosa soprattutto per il tema Gangster Story utilizzato nelle scene di inseguimento automobilistico, successivamente ripreso nei film Roma violenta di Franco Martinelli, Napoli spara! di Mario Caiano e Grindhouse - A prova di morte di Quentin Tarantino. La colonna sonora è stata edita nel 1973 in formato LP dalla Beat Record. I brani sono i seguenti:
1. The Life of a Policeman
2. Chicca
3. To the Sea
4. Casa di Moda
5. Assassinio in fabbrica
6. Festa a Genova
7. Gangster Story
8. La storia comincia
9. Rock al porto
10. La figlia di Belli
11. Il Libanese
12. Casa di moda

Nel 2006 è uscita un'edizione in CD edita sempre dalla Beat Records contenente un bonus audio con la voce di Enzo G. Castellari.

## Accoglienza
Distribuito nel circuito cinematografico italiano il 12 agosto del 1973, il film ottenne un ottimo successo di pubblico, incassando 1.825.625.000 lire dell'epoca.

## Curiosità
Il film contiene un inseguimento, che dura quasi otto minuti e avviene in una soleggiata giornata invernale tra una Citroën DS in versione ambulanza, utilizzata dagli scagnozzi del fuggiasco, ed una Alfa Romeo Giulia Super della Polizia, nel classico colore verde oliva dell'epoca. Come spesso accade in occasioni simili, in realtà si usano più autoveicoli; è infatti possibile riconoscere, oltre ad almeno una Citroen DSW 19 ambulanza, anche una Citroen ID 19 ambulanza edizione 1965-1967, e, nell'altro campo, una Alfa Romeo Giulia 1600 TI.
La lunga sequenza si snoda tra il porto di Genova, la sopraelevata, l'Autostrada A12 Genova-Livorno nel tratto tra Genova e Recco, Recco e Rapallo, concludendosi poi a Santa Margherita Ligure davanti al famoso locale Covo di Nord Est.
L'inseguimento fu curato da Rémy Julienne, all'epoca lo stuntman maggiormente esperto di inseguimenti per il cinema in Europa.
Franco Nero aveva già interpretato il ruolo di un commissario di polizia chiamato Belli nel film Un detective di Romolo Guerrieri, uscito quattro anni prima, ma tra le due pellicole non vi è alcuna relazione di trama, nonostante anche in quel film Nero fosse affiancato da Delia Boccardo.